# 54

## Události
- římským císařem se stal Nero, později známý jako bezohledný a ješitný tyran

## Úmrtí
- 13. října – Claudius, římský císař (* 1. srpna 10 př. n. l.)
- ? – Pan Piao, čínský historik (* 3)

## Hlavy států
- Papež – Petr (cca 30 – 64/65/66/67)
- Římská říše – Claudius (41–54) » Nero (54–68)
- Parthská říše – Vologaisés I. (51–77/78)
- Kušánská říše – Kudžúla Kadphises (30–90)
- Čína, dynastie Chan (206 př. n. l. – 220 n. l.) – Kuang Wu-ti (25–57)